# ذاكرة إجرائية

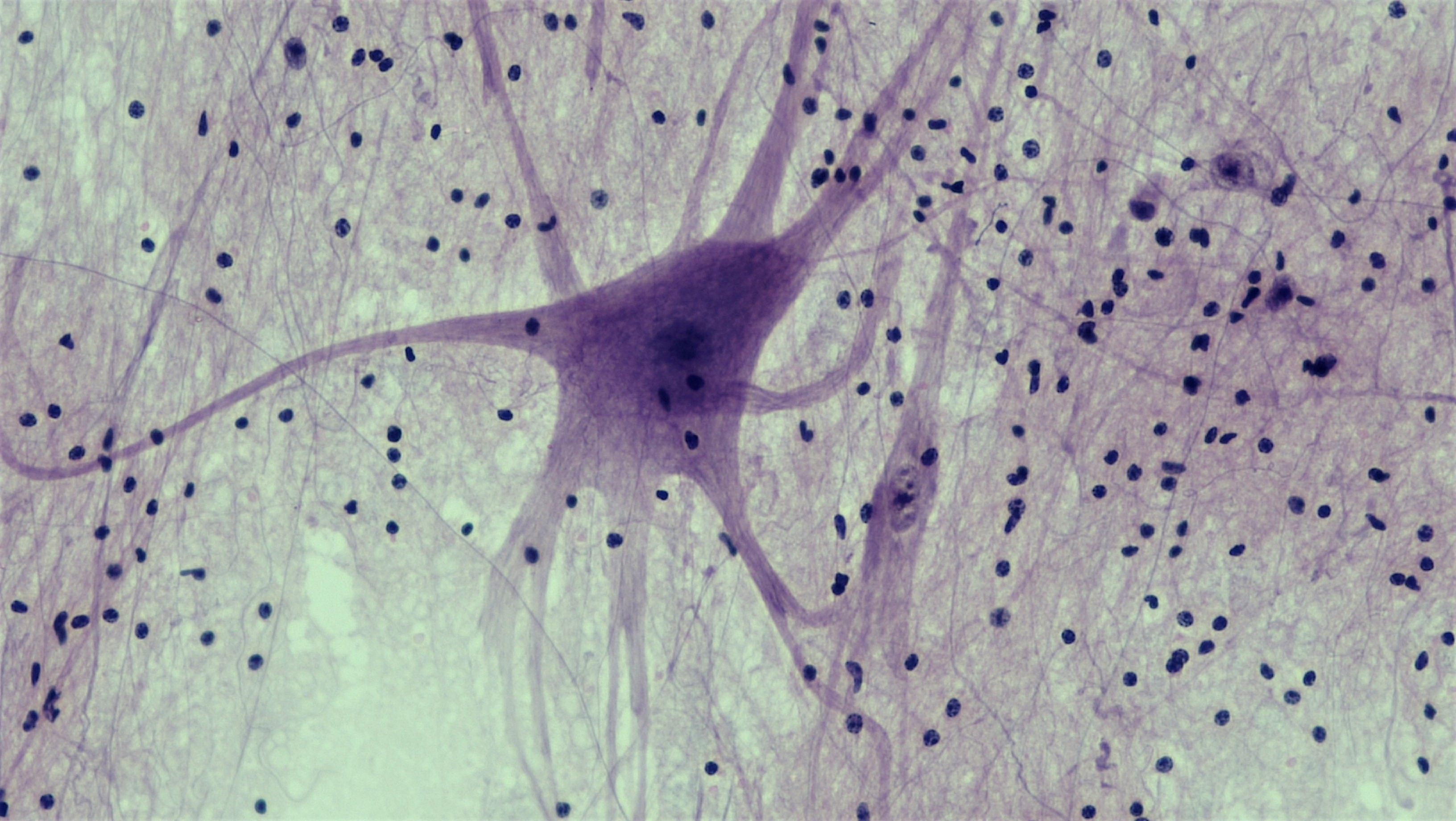

الذاكرة الإجرائية (بالإنجليزية: Procedural memory)‏ هي نوع فرعي من الذاكرة الضمنية، وجزء من الذاكرة طويلة المدى. وهي مسؤولة عن معرفة كيفية فعل الأشياء. وتُعرَف أيضًا باسم المهارات الحركية (مثل: العزف على البيانو، القيادة، التزحلق على الجليد، لعب التنس، كتابة الشعر، السباحة. إلخ)؛ وبفضلها يستطيع الإنسان القيام بأنواع مختلفة من المهام دون وعي واعٍ بهذه التجارب السابقة، فلا يتوَجَّب على الشخص الغوص في الذاكرة ليتذكر كيفية أداء تلك المهمة أو المهارة.
تعمل الذاكرة الإجرائية على توجيه العمليات التي نقوم بها دون مستوى الوعي الذاتي. ولكن عند الحاجة، يتم استرداد الذكريات الإجرائية تلقائيًا واستخدامها لتنفيذ الإجراءات المتكاملة المتعلقة بكل من المهارات المعرفية والحركية دون الحاجة إلى التحكم الواعي أو الاهتمام.
يتم إنشاء الذاكرة الإجرائية من خلال التعلم الإجرائي أو من خلال تكرار النشاط المعقد مرارًا وتكرارًا، من أجل أن تعمل جميع الأنظمة العصبية ذات الصلة معًا لإنتاج النشاط تلقائيًا. التعلم الإجرائي الضمني هو شيء ضروري وفعال لتطوير أي مهارة حركية أو نشاط إدراكي.

## نبذة تاريخية
اكتُشف أولًا الفرق بين أنظمة الذاكرة الإجرائية والذاكرة الصريحة أو التوضيحية وتم فهمه باستخدام دلالات بسيطة. بدأ الفلاسفة وعلماء النفس يكتبون حول موضوع الذاكرة منذ أكثر من قرنين. كان الفيلسوف مين دو بيران أولَ من تحدث عن «الذاكرة الميكانيكية» في عام 1804. أشار ويليام جيمس في كتابه الشهير مبادئ علم النفس (1890) إلى وجود فرق بين الذاكرة والعادة. أهمل علم النفس المعرفي تأثير التعلم على أنظمة الذاكرة في سنوات نشأته المبكرة، وأدى ذلك إلى الحد بشكل كبير من الأبحاث التي أجريت في التعلم الإجرائي حتى القرن العشرين. أظهر التحول للقرن العشرين فهمًا واضحًا للوظائف والبنيات التي تنطوي عليها عمليات اكتساب الذاكرة الإجرائية وتخزينها واسترجاعها.
كان ماكدوغال أول من ميز بين الذاكرة الضمنية والذاكرة الصريحة في عام 1923. في سبعينيات القرن العشرين، تميزت المعرفة الإجرائية عن المعرفة الصرحية في الأدبيات العلمية حول الذكاء الاصطناعي. انقسمت الدراسات في السبعينيات إلى اتجاهين في مجالات البحث: يركز أحدهما على دراسات الحيوانات، ويركز الآخر على دراسة المرضى الذين فقدوا الذاكرة. قدم ميلنر (1962) أول دليل تجريبي مقنع على وجود انفصال بين الذاكرة الصريحة («معرفة الماهية») وبين الذاكرة غير الصريحة أو الإجرائية («معرفة الكيفية»)، إذ أظهر أن العديد من المرضى الذين فقدوا الذاكرة، ومن ضمنهم على سبيل المثال هنري موليسون الذي كان يُعرف سابقًا باسم المريض إتش. إم.، يمكنهم تعلم مهارة التوافق أو التعاون بين العين واليد (الرسم المنعكس) في غياب أي ذاكرة من ممارسة هذا الفعل من قبل. أشارت تلك النتائج إلى أن الذاكرة لم تكن مكونة من جهاز فردي موضوع في مكان واحد داخل الدماغ، إلا أن الآخرين قد اتفقوا في ذلك الوقت على أن المهارات الحركية ما هي إلا حالة خاصة على الأرجح تعبر عن صورة من الذاكرة أقل من الناحية المعرفية. وعلى الرغم من ذلك، ظهرت أبحاث مكثفة مع تحسين القياسات التجريبية وتنقيحها، فاستخدمت مرضى فقدان الذاكرة من ذوي الاختلافات المتعددة في أماكن ودرجات التلف الهيكلي الحادث. أدى البحث المتزايد مع مرضى فقدان الذاكرة إلى اكتشاف أنهم كانوا قادرين على تعلم المهام والإبقاء عليها بخلاف المهارات الحركية. ومع ذلك، أصاب تلك الاكتشافات القصور في الكيفية التي فُهم بها مرضى فقدان الذاكرة، لأنهم فشلوا أحيانًا في الأداء على المستوى العادي، ومن ثمّ نُظر إلى فقدان الذاكرة بوصفه العجز الحاد عن الاسترجاع. اكتشفت دراسات عديدة مع مرضى فقدان الذاكرة مجالًا أوسع للذاكرة التي تعمل بشكل طبيعي من أجل قدرات المهارة. فعند استخدام مهمة القراءة المنعكسة على سبيل المثال، فقد أظهر مرضى فقدان الذاكرة أداءً على المستوى الطبيعي، حتى رغم عدم قدرتهم على تذكر بعض الكلمات التي قرؤوها. اكتُشف الكثير في ثمانينيات القرن العشرين حول الفيزيولوجيا التشريحية للآليات المتضمنة في الذاكرة الإجرائية.